# Minderico
El minderico (minderico: Piação do Ninhou) es una lengua romance, originada como un sociolecto hablado por los productores y comerciantes textiles en Minde, Portugal. Tiene dos variedades: la hablada en Minde y la hablada en Mira de Aire, también conocida como calão mirense. Actualmente, con alrededor de 500 hablantes, se encuentra al borde de la extinción.

## Historia
Después de esta fase inicial (siglo XVIII d. C.), el minderico comenzó a ampliar su vocabulario de forma continua y creativa. Esta expansión estuvo (y sigue estando) íntimamente relacionada con las experiencias socioculturales de los habitantes de Minde. Por ejemplo, los nombres y apodos de personas conocidas de Minde y las zonas aledañas fueron utilizadas como lexemas para expresar características físicas o psicológicas, ya que estas características eran sobresalientes para las personas. Este método de formación léxica puede explicarse por el hecho de que Minde, debido a su aislamiento geográfico, es una comunidad muy pequeña, donde todos se conocen entre sí. Por lo tanto, el uso de nombres de las personas como un medio para expresar las características asociadas a ellos se entendió de inmediato entre los miembros de la comunidad lingüística; esto no constituyó un obstáculo para una comunicación efectiva.
Con el aumento de vocabulario, el minderico también extendió su ámbito de aplicación. Comenzó a ser utilizado no solo por razones comerciales para ocultar información, sino también en contextos sociales cotidianos. En consecuencia, la comunidad de hablantes aumentó también y el minderico comenzó a ser visto como un elemento de identidad unificadora. De esta época en adelante, el minderico llegó a ser usado por todos los grupos sociales y progresó hasta convertirse en el lenguaje cotidiano en Minde - fue utilizado dentro de la comunidad como un medio de comunicación en todos los contextos sociales, económicos, culturales y políticos.
El minderico actual ya no muestra las características de los lenguajes secretos: Muy pronto dejó de estar restringido a un grupo social particular y fue utilizado en todos los contextos de la vida cotidiana; su vocabulario no se reduce a contextos especiales y se adapta continuamente a las nuevas realidades sociales, económicas y técnicas; al contrario de lenguajes secretos, su morfosintaxis es compleja y diferente de la morfosintaxis del portugués (hasta el punto de poder considerar que el minderico no es un dialecto portugués).

## Distribución geográfica y hablantes
El minderico se habla solamente en las parroquias de Minde y Mira de Aire, situadas en los municipios de Alcanena y Porto de Mós, respectivamente. En las últimas tres décadas su número de hablantes ha descendido notablemente, teniendo en el año 2010 unos 500. Por ello el minderico es considerada una lengua amenazada al borde de la extinción.
El minderico no se limita al registro informal oral, sino que también se utiliza en el registro formal y escrito. Por último, el hecho de que sus hablantes se encargan de la presentación de la lengua más allá de sus fronteras (por ejemplo, a través de la música, artículos de prensa, internet, pequeños glosarios) muestra claramente que el idioma no es visto como un lenguaje secreto.
Hoy el minderico corre el riesgo de extinguirse, más que nunca antes en su historia.
Todos los hablantes de Minderico son bilingües; que hablan portugués junto con minderico. Mientras que el portugués es la lengua de la administración y el sistema escolar, el minderico permanece casi restringido a la familia. Pero incluso en este sector privado hay una clara presión del portugués sobre el minderico. 
Lo más probable es que no hay niños menores de 5 años que conozcan o utilicen el lenguaje hoy en día, dado que la educación escolar ha sido siempre en portugués en la región y, posteriormente, el portugués se ha convertido en el principal medio de comunicación, incluso dentro de las familias. Hay dos razones principales para pasar del minderico al portugués como lengua materna: presiones económicas y los requisitos profesionales. Por otra parte, el habla de los adultos en minderico se caracteriza por un tipo de cambio de código y mezcla entre portugués y minderico. 
El conocimiento de minderico no es muy homogéneo entre los habitantes de Minde.